# São José (Ponta Delgada)
São José is een plaats (freguesia) in de Portugese gemeente Ponta Delgada en telt 8627 inwoners (2001).

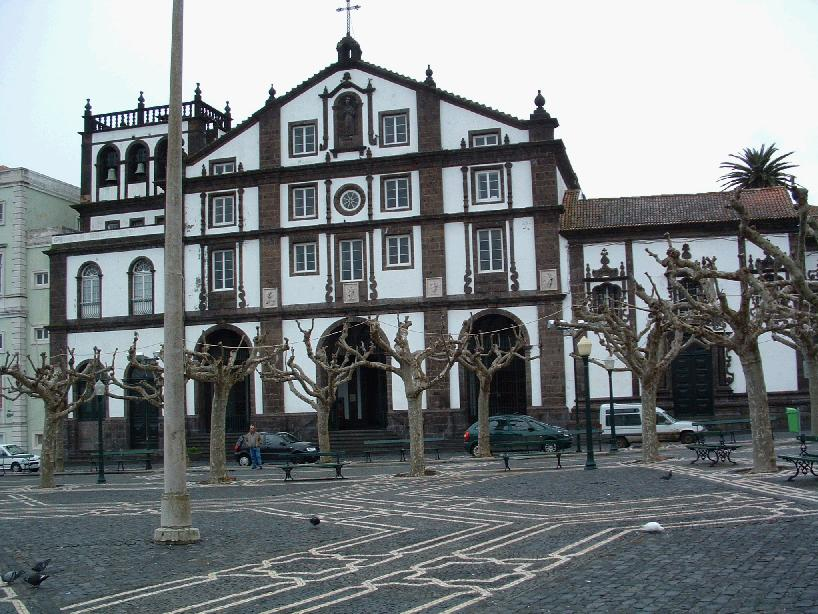
Kerk van São José